# Сборная Танзании по регби
Сбо́рная Танза́нии по ре́гби (англ. Tanzania national rugby union team) представляет Танзанию в международных матчах по регби-15 высшего уровня. Команда известна под прозвищем Twigas (в переводе с суахили — «жирафы»). Национальный регбийный союз является членом IRB, однако сборная не представлена в международном рейтинге команд. Танзания никогда не выступала в финальной части чемпионатов мира.
В 1970-е годы Танзания регулярно проводила матчи против сборной Кении. Вместе с тем первый официально признанный матч сборной состоялся только в 2004 году — тогда танзанийцы выиграли у Бурунди. В 2006 году Танзания стала победителем африканского турнира Девелопмент Трофи.

## Результаты
По состоянию на 19 июня 2013 года.
| Соперник | Матчи | Победы | Поражения | Ничьи | Доля побед |
| -------- | ----- | ------ | --------- | ----- | ---------- |
| Ботсвана | 1     | 0      | 1         | 0     | 0 %        |
| Бурунди  | 2     | 2      | 0         | 0     | 100 %      |
| Маврикий | 3     | 0      | 3         | 0     | 0 %        |
| Майотта  | 1     | 1      | 0         | 0     | 100 %      |
| Реюньон  | 1     | 0      | 1         | 0     | 0 %        |
| Руанда   | 1     | 1      | 0         | 0     | 100 %      |
| Эсватини | 1     | 0      | 1         | 0     | 0 %        |
| Всего    | 10    | 4      | 6         | 0     | 40 %       |